# Liste der Monuments historiques in Amont-et-Effreney
Die Liste der Monuments historiques in Amont-et-Effreney führt die Monuments historiques in der französischen Gemeinde Amont-et-Effreney auf.

## Liste der Immobilien
| Bezeichnung | Beschreibung            | Standort            | Kennzeichnung | Schutzstatus | Datum | Bild           |
| ----------- | ----------------------- | ------------------- | ------------- | ------------ | ----- | -------------- |
| Wegekreuz   | aus dem 16. Jahrhundert | Le Montdahin (Lage) | PA00102110    | Classé       | 1986  | weitere Bilder |